# スタッグハウンド管理長官
スタッグハウンド管理長官（スタッグハウンドかんりちょうかん、英語: Master of the Staghounds）は、イギリスの王室家政部門における官職。1738年に創設され、1782年に廃止された。王立所有のスタッグハウンド（シカ狩りに使用された犬種）の管理を業務とする。
王室のほかにも地方官職としての「スタッグハウンド管理長官」が存在した。

## スタッグハウンド管理長官
- 1738年 – 1744年：第2代キングストン＝アポン＝ハル公爵エヴリン・ピアポント
- 1744年 – 1762年：ロバート・マナーズ＝サットン卿（英語版）
- 1762年: 空位
- 1763年 – 1765年：第5代バイロン男爵ウィリアム・バイロン
- 1765年 – 1770年：第2代ゴールウェイ子爵ウィリアム・モンクトン＝アランデル（英語版）
- 1770年 – 1782年：第4代エセックス伯爵ウィリアム・カペル
  - 1782年、廃止。